# Tour de Smeaton
Pour les articles homonymes, voir Smeaton.
La Tour de Smeaton est un ancien phare construit en mer sur les Eddystone Rocks, qui a été démonté de son emplacement d'origine et reconstruit sur Plymouth Hoe (en) à Plymouth dans le comté du Devon en Angleterre. Il a été remplacé par le phare d'Eddystone. Il a marqué une avancée majeure dans la conception des phares. En usage de 1759 à 1877, il a été transformé en mémorial à son concepteur, John Smeaton, un célèbre ingénieur civil.
Il est maintenant protégé en tant que monument classé du Royaume-Uni de Grade I depuis janvier 1954.

## Histoire

### Construction

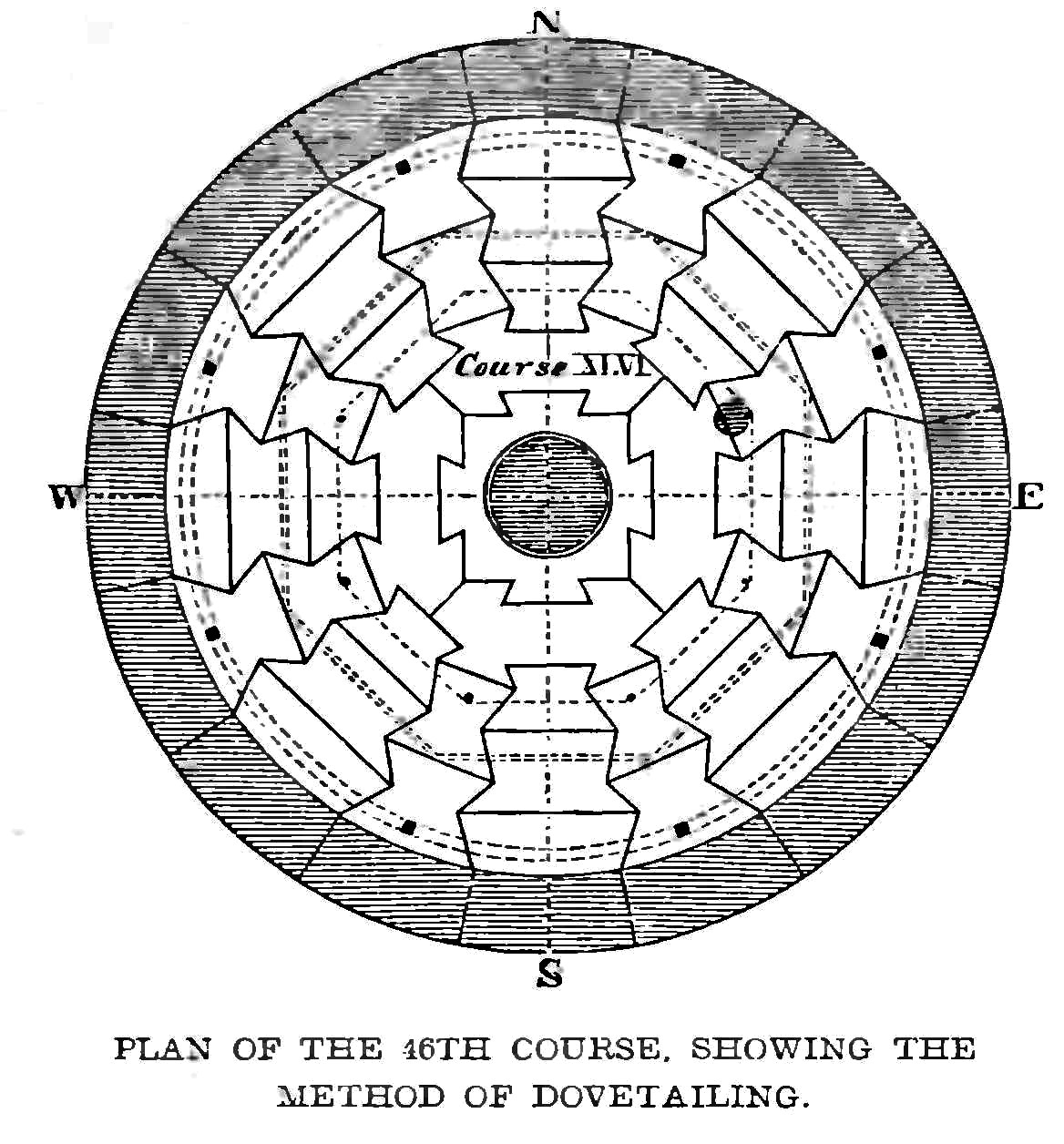
Plan transversal de la base de la tour, utilisant la technique de la queue d'aronde.

La Royal Society recommande Smeaton pour la construction du phare et celui-ci s'inspire de la forme et de la structure du chêne pour le concevoir. Il redécouvre l'utilisation de la chaux hydraulique, une forme de béton utilisé à l'époque romaine qui durcit au contact de l'eau. Smeaton utilise des blocs de granit assemblés en queue d'aronde et des goujons en marbre et donne à sa tour une forme incurvée, à la manière d'un tronc d'arbre, pour mieux résister aux éléments.
La construction commence en 1756 dans un site à Millbay (en), où Smeaton fait construire une jetée et un chantier dans le sud-ouest du port pour décharger et travailler les pierres. Des rails en bois, de jauge de 107 cm, sont posés pour déplacer les pierres sur des wagons plats autour du site. Un bateau nommé Eddystone Boat est basé au chantier pour transporter les pierres façonnées vers le récif. Les pierres de fondation sont transportées dans la matinée du 12 juin 1756 et le chantier est achevé en août 1759.
De nombreux mineurs d'étain de Cornouailles sont employés sur ce chantier. Pour éviter la possibilité de presse, un système d'enrôlement de force commun à l'époque, Trinity House – l'autorité britannique des phares – et l'Amirauté font en sorte qu'il soit remis à chaque travailleur une médaille certifiant son rôle dans la construction du phare.
Le phare avait à l'origine une hauteur de 22 m pour un diamètre de 8 mètres à la base et de 5 mètres au sommet.

### Fonctionnement
Une fois la tour terminée sur son emplacement en mer, les 24 bougies du phare sont mises en service le 16 octobre 1759. Chaque bougie pesait entre 2 livres (0,9 kg) et 5 livres (2 kg). Un système d'horlogerie placé à côté de la lumière est réglé pour sonner toutes les demi-heures, alertant le gardien du phare de la nécessité de remplacer les bougies consumées.
Les bougies du phare sont remplacées par des lampes à huile et des réflecteurs à partir de 1810. D'autres innovations majeures sont effectuées en 1841 par l'ingénieur Henry Norris (en). Le phare reste en usage jusqu'en 1877, où il est découvert que les roches sur lesquelles il se trouve sont très érodées. Chaque fois qu'une grande vague frappe, le phare tremble. La Tour de Smeaton cesse ses opérations en 1879 avec la mise en service de la tour de Douglass sur une roche voisine.

### Utilisation actuelle
En 1882, la partie supérieure de la Tour de Smeaton est démantelée et reconstruite comme mémorial à Smeaton sur un nouvel emplacement à Plymouth Hoe, remplaçant l'obélisque de Trinity House qui avait été construit comme aide à la navigation au début du XIXe siècle.
La tour, qui ne fait plus qu'environ deux tiers de sa hauteur (15 m), a été ouverte au public par le maire de Plymouth le 24 septembre 1884. Les fondations et la base de la vieille tour sont restées sur Eddystone Rocks, près du phare actuel, car elles se sont révélées trop difficiles à démanteler.
Une réplique de 1850 du phare de Smeaton, Hoad Monument (en), se tient toujours au-dessus de la ville d'Ulverston, dans le comté de Cumbria en tant que mémorial à l'administrateur naval Sir John Barrow.
La Tour de Smeaton est un bâtiment classé de catégorie I depuis 1954. Il est ouvert aux visiteurs, qui peuvent grimper 93 marches, y compris des échelles abruptes, jusqu'à la salle des lanternes, et bénéficier d'une vue sur Plymouth Sound et la ville.
Son identifiant ARLHS est ENG-105.
|                         |
| Coupe de l'ancien phare |

|                           |
| Le phare sur Plymouth Hoe |

|                                     |
| Base restante de la tour de Smeaton |

### Lien connexe
- Liste des phares en Angleterre